# Nordmalings kommun
Nordmalings kommun er en som ligger i Västerbottens län i landskapet Ångermanland og landsdelen Norrland i Sverige. Kommunen har grænse til kommunerne Umeå, Vännäs og Bjurholm i Västerbottens län og Örnsköldsvik i Västernorrlands län. Kommunen har administration i byen i Nordmaling.

## Geografi
I kommunen er der et sprækkedalslandskab som mod kysten til Østersøen går over i en kystslette. Vigtigste vandløb er Öreälven som munder ud i havet ved Öre og Lögdeälven som munder ud ved Rundvik.
E4 går gennem kommunen, og Nordmaling er forbundet med det svenske jernbanenet med Botniabanan. Stambanan genom övre Norrland går gennem de indre dele af kommunen, men har ikke længere stoppesteder for persontrafik i kommunen. Örnsköldsvik lufthavn og Umeå lufthavn ligger i køreafstand fra Nordmaling.

## Byer
Nordmaling kommune havde tre byer i 2005.
Indbyggere pr. 31. december 2005.
| #  | By         | Indbyggere |
| -- | ---------- | ---------- |
| 1. | Nordmaling | 2.619      |
| 2. | Rundvik    | 911        |
| 3. | Lögdeå     | 414        |

## Andre mindre bebyggelser i Nordmaling kommune
| - Aspeå - Bjärten - Brattfors - Bredvik - Djupsjönäs - Fällfors | - Gräsmyr - Håknäs - Järnäs - Järnäsklubb - Kråken - Långed | - Mullsjö - Norrfors - Nyåker - Olofsfors - Sunnansjö - Öre |

## Eksterne kilder og henvisninger
1. ↑  Folkmängd i riket, län och kommuner 30 september 2012 och befolkningsförändringar 1 juli - 30 september 2012. Statistiska centralbyrån (30. september 2012).
2. ↑  Aretikkel om Nordmaling kommune i snl.no

- Nordmaling kommunes officielle hjemmeside Arkiveret 1. marts 2009 hos  Wayback Machine

- Wikimedia Commons har flere filer relateret til Nordmalings kommun

63°34′N 19°30′Ø / 63.567°N 19.500°Ø